# François Verheyden
Pour les articles homonymes, voir Verheyden.
François Verheyden, né le 18 mars 1806 à Louvain et mort le 28 mars 1889 à Ixelles, est un peintre belge, connu pour ses peintures d'histoire, ses portraits, ses scènes de genre et également ses caricatures.
Élève du peintre néo-classique Jacques-Louis David à Bruxelles, François Verheyden séjourne ensuite, en 1826, à Paris, où il est l'élève de Jérôme-Martin Langlois. Il parfait sa formation à l'Académie royale des beaux-arts d'Anvers. De 1826 à 1887, il expose à au moins 44 reprises aux salons triennaux belges et obtient une médaille d'or au Salon de Bruxelles de 1845. Il est présent à cinq expositions des maîtres vivants aux Pays-Bas, de même qu'à deux Salons de Paris, à l'Exposition universelle de 1855, où il obtient une médaille d'or et à l'Exposition universelle de 1873 à Vienne.
Ses œuvres sont conservées dans les musées nationaux belges, aux Pays-Bas, à Saint-Pétersbourg et aux États-Unis.

## Biographie

### Famille
Jean François (connu sous le prénom de François) Verheyden, né à Louvain le 18 mars 1806, est le fils de Michel Verheyden (1773-1843), charpentier et menuisier ayant combattu à la bataille de Waterloo, et de Barbe Vandebroeck (1783-1847), mariés en 1802.
François Verheyden épouse à Ixelles le 20 février 1841 Mélanie Horgnies (1816-1903), native d'Anvers. L'un de leurs quatre témoins est le peintre Charles Billoin. Ils sont parents de six enfants : cinq filles et le peintre Isidore Verheyden.

### Formation
Durant l'exil du peintre Jacques-Louis David à Bruxelles, François Verheyden est élève dans son atelier en 1824. L'artiste français réalise son portrait, en raison de la « vigueur de ses formes ». Il parfait ensuite, en 1826, sa formation à Paris, auprès du peintre néo-classique Jérôme-Martin Langlois, qui devient un ami artistiquement influent. En 1832, François Verheyden, grâce à une bourse annuelle gouvernementale de 600 francs, reçue après qu'il a obtenu l'accessit du concours de peinture à Gand, étudie à l'Académie royale des beaux-arts d'Anvers,.

### Carrière

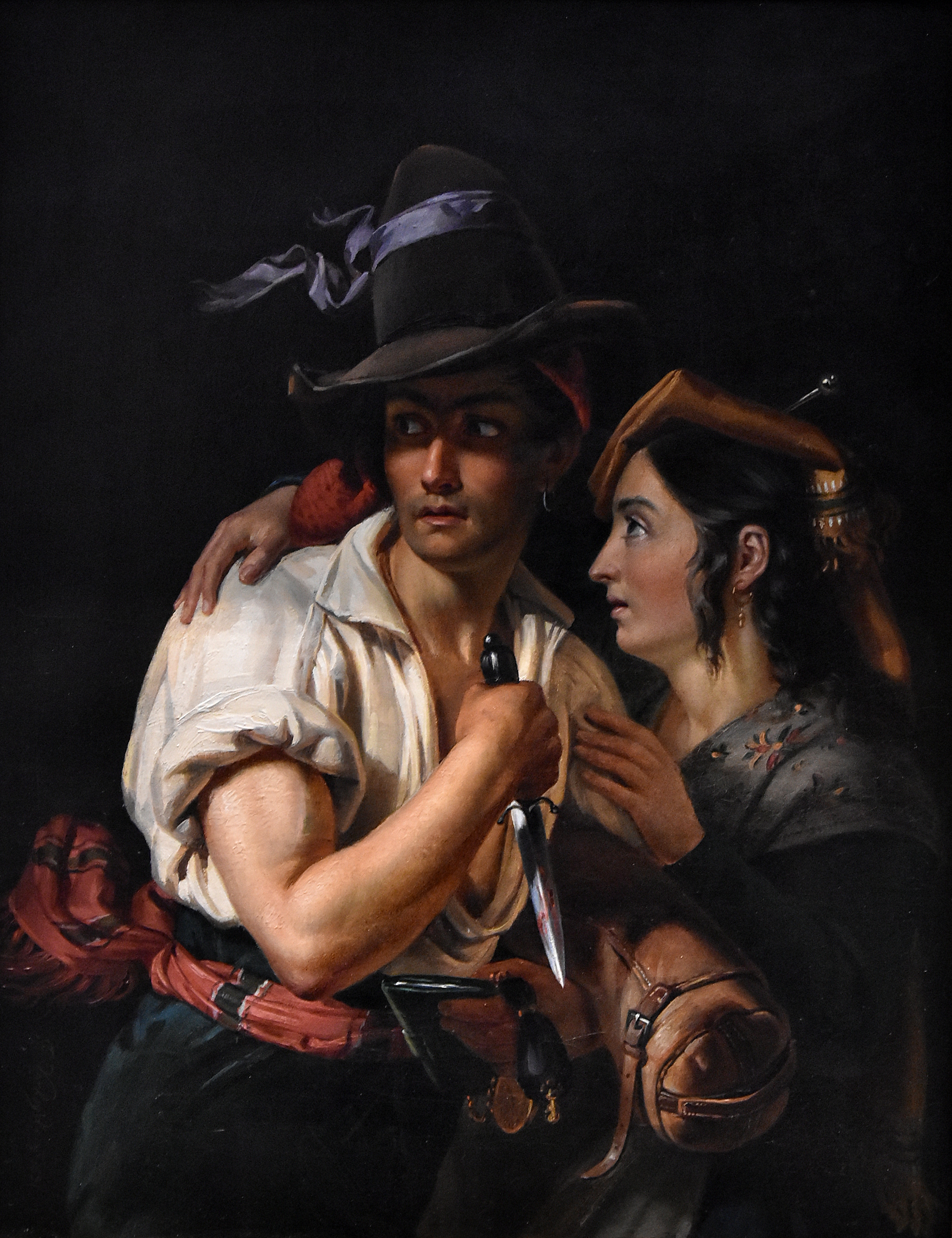
Scène de maquis (1873), au musée La Boverie à Liège.

La carrière de François Verheyden couvre plus de soixante années. De 1826 à 1887, il expose à au moins 44 reprises aux salons triennaux belges. Sa première participation a lieu au Salon de Gand de 1827, où il envoie trois portraits. Son second envoi est le portrait d'une dame au Salon de Bruxelles de 1827. Au Salon de Gand de 1838, François Verheyden participe au concours de peinture d'histoire et remporte le premier accessit de « personnages de caractère en action ». Au Salon de Bruxelles de 1845, François Verheyden obtient une médaille d'or pour Jeunes filles au bois.
Il participe à cinq expositions des maîtres vivants aux Pays-Bas, entre 1840 et 1845, de même qu'à deux Salons de Paris en 1844 et 1847. À l'issue du Salon de Bruxelles de 1869, il est élevé au rang de chevalier de l'ordre de Léopold. Il est également présent à l'Exposition universelle de 1855, où il obtient une médaille d'or et à l'Exposition universelle de 1873 à Vienne.
François Verheyden quitte Anvers avec sa famille, pour s'établir à Bruxelles vers 1850, puis à Saint-Josse-ten-Noode en 1854, et enfin à Ixelles en 1857. Il meurt, à l'âge de 83 ans, chaussée d'Ixelles, no 137, dans sa demeure à Ixelles, le 28 mars 1889.

## Œuvre

### Réception critique

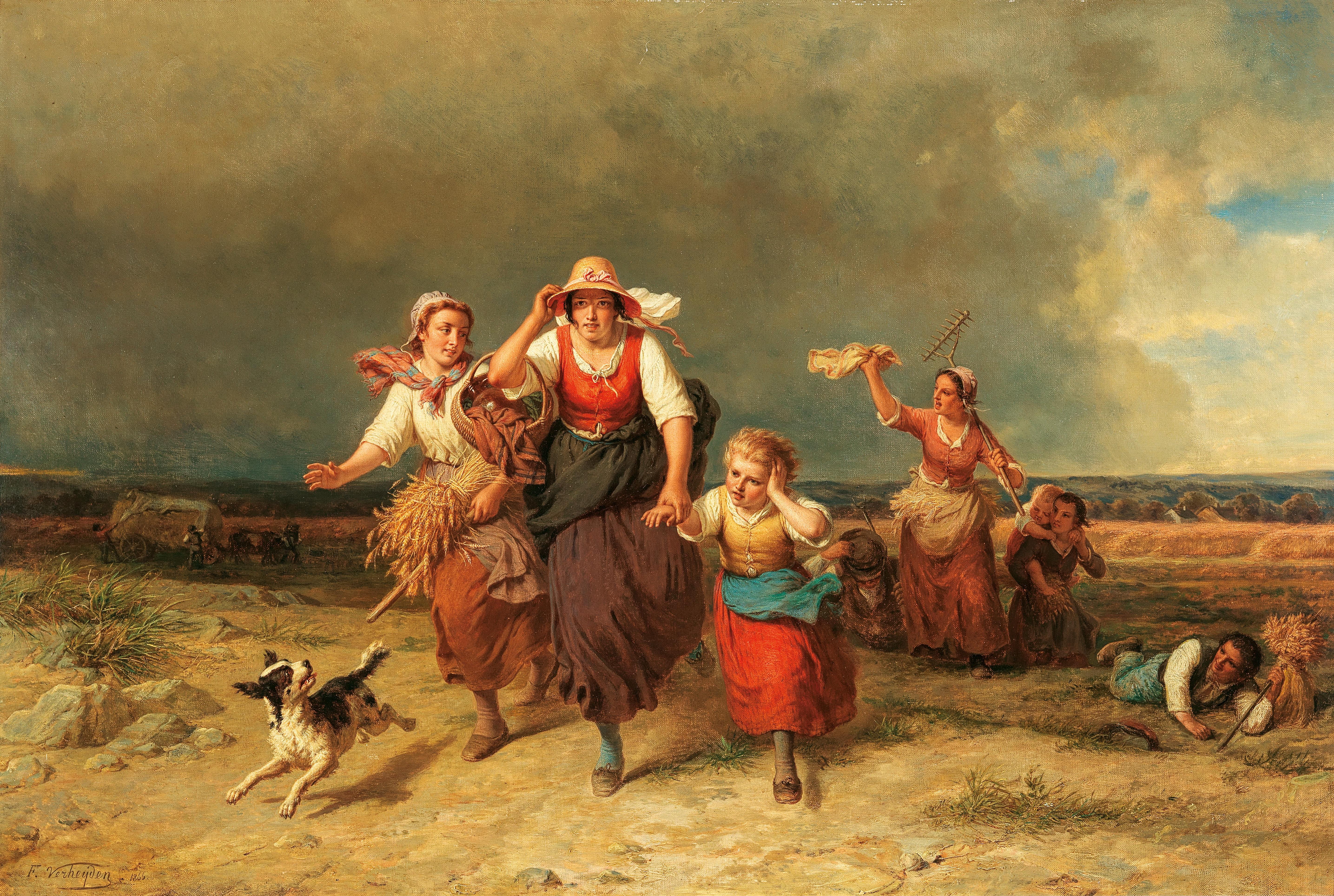
Avant la pluie (1866).

Pour le critique Henri Trianon, écrivant en 1847 une appréciation de l'état de la peinture en Belgique, François Verheyden, en qualité de peintre de genre demeure indépendant parmi les artistes de l'école belge. Son talent, tout en demeurant dans les critères de la nouvelle école flamande, est personnel. Épris de grâce, sinon, de beauté, comprenant que la qualité du dessin est primordiale. Il ne partage pas le rejet de l'école de David exprimé par nombre de jeunes artistes belges. Formé par le peintre Langlois dans son atelier à Paris, où il a trouvé le mouvement et la pensée. Les conseils dispensés par son professeur impriment fortement dans son esprit ce culte de la ligne et ce sentiment de style qui le distinguent des autres artistes belges. Sa préférence pour la grâce par rapport à la beauté lui vaut des critiques. La nature de choix est son modèle, mais il ne prend pas son point de vue d'assez haut Il choisit, mais ne résume pas. Il est aussi éloigné de l'idéal que du réel. De là, ses qualités et ses défauts : il n'est pas assez vrai, ni assez poétique, mais il n'est ni fantastique, ni trivial. Il devrait, sans renoncer à la grâce, la faire respirer dans une atmosphère plus pure, la dégager du joli, des tons roses et des sourires trop engageants et lui donner quelquefois un peu de recueillement et de gravite. De même, devrait-il élargir son exécution, en usant de bruns plus vigoureux et simplifier les accessoires pour obtenir l'effet qui manque un peu à ses tableaux.

### Caricatures

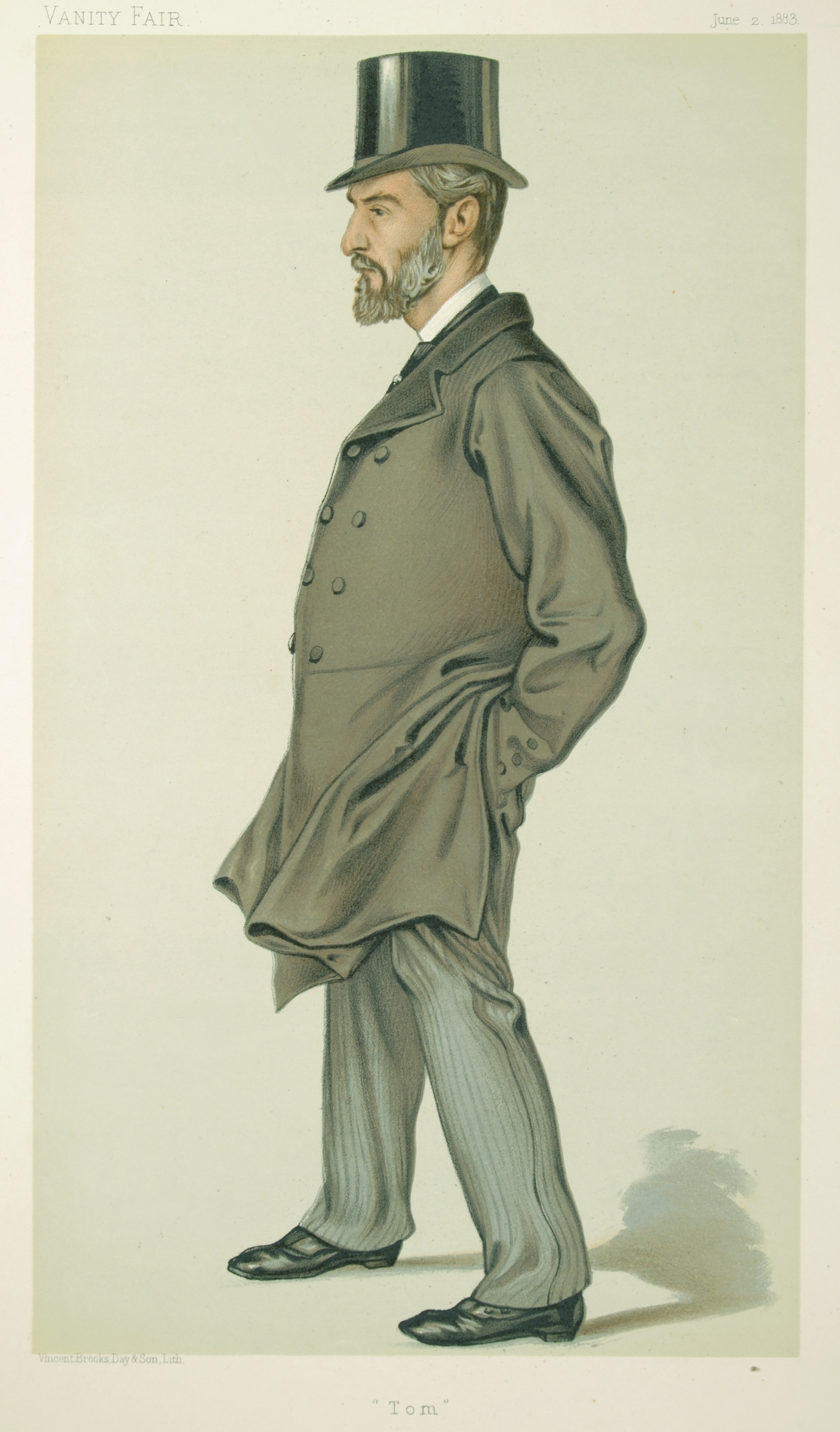
Thomas Thornhill, Vanity Fair, 2 juin 1883.

Durant l'année 1883, François Verheyden réalise une série de caricatures reproduites en chromolithographie dans le journal satirique britannique Vanity Fair .

### Expositions

#### Salons triennaux belges
- Salon de Gand (XIII) de 1826 : trois portraits[5].
- Salon de Bruxelles de 1827 : Portrait d'une dame[6].
- Salon de Bruxelles de 1830 : L'Amour et Psyché[12].
- Salon de Gand (XV) de 1832 : Le Seigneur chez les Pharisiens, premier accessit du concours[13].
- Salon de Gand (XVI) de 1835 : Sainte famille, Le Précepteur et La Partie de cartes[14].
- Salon de Bruxelles de 1836 : Saint Christophe, La Prise de tabac, Un villageois en colère et Le Poulailler[15].
- Salon d'Anvers de 1837 : Le Braconnier arrêté, Le Vieux séducteur, Le Sobre repas, Le Passage de l'eau, La Vieille servante et La Romance[16].
- Salon de Gand (XVII) de 1838 : Intérieur d'une chaumière gueldroise[7].
- Salon de Bruxelles de 1839 : Une Fête après la moisson[17].
- Salon d'Anvers de 1840 : Le Marchand de figures en plâtre[18].
- Salon de Gand (XVIII) de 1841 : Jeune paysanne[19].
- Salon d'Anvers de 1843 : De jeunes filles dansant à la corde[20].
- Salon de Gand (XIX) de 1844 : La Courte paille, Danse à la corde, Une jeune femme et son enfant tenant une rose et La Clef ou le coucher de la grand-mère[21].
- Salon de Bruxelles de 1845 : Jeunes filles au bois (médaille d'or)[22].
- Salon d'Anvers de 1846 : Jeunes filles à la fontaine[23].
- Salon de Gand (XX) de 1847 : Vive saint Basile[24].
- Salon de Bruxelles de 1848 : La Balançoire[25].
- Salon de Bruxelles de 1851 : Un musicien, La Plainte au commissaire de police et Les Regrets du peuple[26].
- Salon de Bruxelles de 1854 : Jeunes filles à la campagne et La Balançoire[27].
- Salon d'Anvers de 1855 : Une jeune mère et Enfants aux champs[28].
- Salon de Bruxelles de 1857 : L'Arrivée, La Servante du curé, Scène d'intérieur et Les Commères[29].
- Salon d'Anvers de 1858 : Jeunes filles ardennaises et La prise de tabac[30].
- Salon de Gand (XXIV) de 1859 : La Prise de tabac et La Confidence[31].
- Salon de Bruxelles de 1860 : La Fête de la maîtresse d'école et La prise de tabac[32].
- Salon d'Anvers de 1861 : La Confidence et La Courte paille[33].
- Salon de Bruxelles de 1863 : La Servante du curé et Jeune fille avec des fleurs[34].
- Salon d'Anvers de 1864 : Le Raisin[35].
- Salon de Bruxelles de 1866 : Approche de l'orage et Réflexion[36].
- Salon d'Anvers de 1867 : trois portraits[37].
- Salon de Bruxelles de 1869 : Le Lavoir, La Lettre et Le Retour de l'école[9].
- Salon d'Anvers de 1870 : La Barrière[38].
- Salon de Gand (XXVIII) de 1871 : Une chute[39].
- Salon de Bruxelles de 1872 : Retour des champs[40].
- Salon d'Anvers de 1873 : Une servante et La Souricière[41].
- Salon de Gand de 1874 (XXIX) : Le Déménagement, L'Invitation et La Marchande de poulets[42].
- Salon de Bruxelles de 1875 : La Marchande de poulets, La Prise de tabac et L'Écheveau de laine[43].
- Salon d'Anvers de 1876 : L'Écheveau de laine et La Pipe cassée[44].
- Salon de Gand (XXX) de 1877 : L'Écheveau de laine[45].
- Salon de Bruxelles de 1878 : un portrait[46].
- Salon de Gand (XXXI) de 1880 : La Souricière et Jeunes filles au bois[47].
- Salon de Bruxelles de 1881 : Passage du train et École de jeunes filles[48].
- Salon de Gand de 1883 (XXXII) : La Récréation[49].
- Salon de Gand de 1886 (XXXIII) : Jeune mère[50].
- Salon de Bruxelles de 1887 : Un célibataire et Le Retour des champs[51].

#### Expositions en France
- Salon de Paris de 1844 : Jeunes filles dansant à la corde, costumes d'Anvers et Jeunes paysannes belges dansant le Jan en kan niet nayen[52].
- Salon de Paris de 1847 : La Fête de M. le curé[53].
- Salon de Marseille de 1851 : Le Retour des champs[54].

#### Expositions aux Pays-Bas
- Exposition des maîtres vivants de 1840, Amsterdam : Un intérieur de ferme pendant la rentrée des foins[55].
- Exposition des maîtres vivants de 1840, Rotterdam : Un intérieur de ferme[56].
- Exposition des maîtres vivants de 1841, Amsterdam : Les Premières boucles d'oreille et Deux ouvriers s'amusant[57].
- Exposition des maîtres vivants de 1841, Utrecht : Un homme joyeux[58].
- Exposition des maîtres vivants de 1845, La Haye : La Courte paille[59].

#### Expositions universelles
- Exposition universelle de 1855 à  Paris : Jeunes filles à la campagne (médaille d'or)[60].
- Exposition universelle de 1873 à Vienne : Le Déménagement et Une chute[61].

### Collections muséales

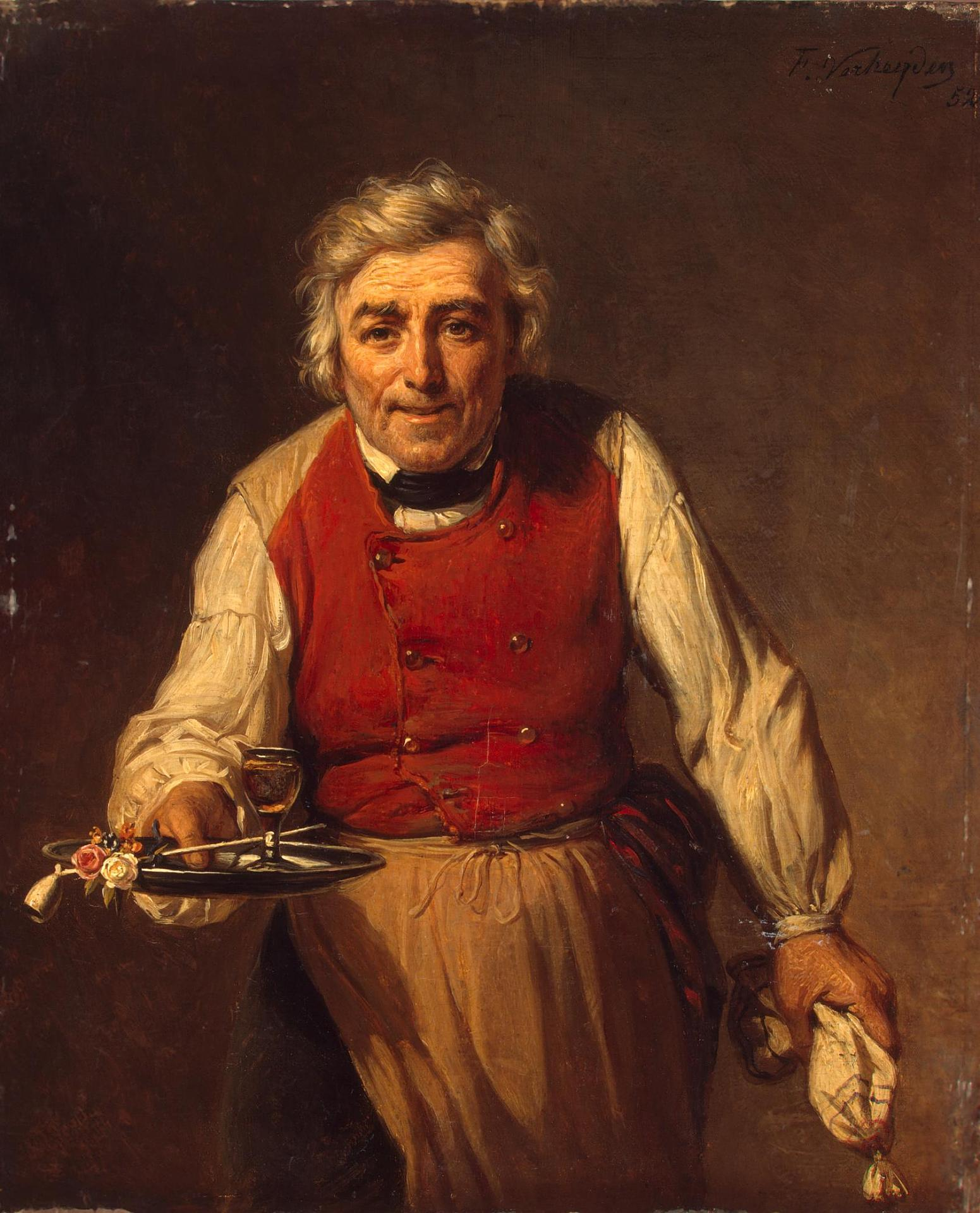
Serviteur avec un plateau (1852), Musée de l'Ermitage, Saint-Pétersbourg.

- Musées royaux des Beaux-Arts de Belgique (Bruxelles) : 
  - Le Gâteau de fête (1881), huile sur toile, inventaire no 3217, format 86,5 × 68 cm, don de la veuve de l'artiste, Bruxelles, 1891[62].
  - Portrait d'homme (185?), huile sur toile, inventaire no 8183, format 73 × 61,5 cm, don de M. Jean Pincket, Grimbergen, 1974[63].
- Musée des Beaux-Arts de Gand : 
  - Le Langage des fleurs, huile sur panneau, format 54,5 × 43,8 cm, inventaire no 1827-M, don de Léonide De Ronne-Martens, Gand, 1927[64].
- Rijksmuseum Amsterdam : 
  - Autoportrait de François Verheyden, dessin, format 13 × 92 cm, inventaire no RP-T-1940.345, acquis grâce au mécénat du F.G. Waller-Fonds, 1940[65].
- Musée d'Orsay, Paris : 
  - Jeunes filles à la Campagne, photographie d'Eugène Disdéri (1855) de l'œuvre de François Verheyden, médaille d'or à l'Exposition universelle de 1855, épreuve sur papier albuminé, format 29 × 39 cm, inventaire no PHO 2006 2 4 5, acquis par l'Etablissement public du musée d'Orsay en 2006[66].
- Musée de l'Ermitage, Saint-Pétersbourg : 
  - Serviteur avec un plateau (1852), huile sur panneau, format 23 × 20 cm, inventaire no 8283, acquis en 1937, en provenance d'une collection privée[67].
- Centre d'art britannique de Yale, New Haven, Connecticut, États-Unis :
  - The Khedive Mehemed Tewfik Pascha (1883), chromolithographie, inventaire no B1979.14.1084[11].
  - Ahmed Arabi the Egyptian (1883), chromolithographie, inventaire no B1979.14.1046[68].

## Honneur
- Chevalier de l'ordre de Léopold (9 novembre 1869)[69].